# بزرگ‌شاخ‌چهره
بزرگ‌شاخ‌چهره (نام علمی: Megacerops) نام یک سرده از تیره تندرددان است. این حیوان به بزرگی یک فیل بود. طول بزرگ شاخ چهره نزدیک به ۵ متر ٫ ۲٬۶ متر ارتفاع و ۳۱۰۰ کیلو نیز وزن داشت[نیازبه منبع معتبر].گونه ی نر آن شاخی بزرگ تر از گونه ی ماده داشت.این حیوان از گونه ای از خاندواده ی کرگدن ها بوده است ولی به مراتب بزرگ تر.این حیوان دارای یک برآمدگی (Y) شکل بر روی صورت خود بوده.شاید دارای زبانی دراز برای انتخاب درست مواد غذایی بوده است. 